# 梅利托-迪那波利
梅利托-迪那波利（義大利語：Melito di Napoli），是意大利坎帕尼亞大區那不勒斯廣域市的一个市镇。总面积3.72平方公里，人口38022人，人口密度10221.0人/平方公里（2009年）。ISTAT代码为063045。